# INAC 고베 레오네사
INAC 고베 레오네사(일본어: INAC神戸レオネッサ / アイナックこうべレオネッサ 아이낫쿠 고베 레오넷사[*], 영어: INAC Kobe Leonessa 아이낙 고베 레오네사[*])는 일본 효고현 고베시를 연고로 하는 WE리그 소속 여자 축구 클럽으로 '아이낙'(INAC)은 "인터내셔널 애슬레틱 클럽"(International Athletic Club)의 영어 약칭이며 '레오네사'(Leonessa)는 이탈리아어로 "암사자"를 의미한다.

## 성적
- 일본 여자 축구 리그 디비전1: 3회 우승 (2011, 2012, 2013), 3회 준우승 (2008, 2016, 2017)
- 황후배 전일본 여자 축구 선수권 대회: 6회 우승 (2010, 2011, 2012, 2013, 2015, 2016), 1회 준우승 (2008)
- 나데시코 리그컵: 1회 우승 (2013), 1회 준우승 (2012)

## 역대 감독
| 감독   | 임기   |
| ------ | ------ |
| 박강조 | 2022 ~ |

## 같이 보기
- 일본 축구 협회